# Bréville-sur-Mer
Bréville-sur-Mer é uma comuna francesa na região administrativa da Normandia, no departamento Mancha. Estende-se por uma área de 6,88 km². Em 2010 a comuna tinha 803 habitantes (densidade: 116,7 hab./km²).